# Anne McClain
Anne Charlotte McClain, född 7 juni 1979 i Spokane i Washington, är en amerikansk astronaut, pilot och överstelöjtnant i USA:s armé. McClain togs ut till astronautgrupp 21 i juni 2013.
10 december 2020 valde Nasa ut henne till en av 18 personer till deras Artemisprogram. Det är tänkt att Nasa ska placera en människa på månen år 2024. Och kanske blir Anne första kvinnan på månen. I ett första skede handlar det dock om att vara NASAs representanter, i NASAs samarbete med de olika företagen som utvecklar utrustning för Artemisprogrammet.

## Biografi
McClain påbörjade ROTC-program vid Gonzaga University i väntan på utnämning till United States Military Academy (West Point). Hon tog 2002 bachelorexamen från United States Military Academy med maskinteknik som huvudämne och erhöll då officersfullmakt i USA:s armé. Hon erhöll ett Marshallstipendium och fick då möjlighet till betalda studier i Storbritannien och tog då 2004 en masterexamen i flyg- och rymdteknik vid University of Bath, följt året därpå av en masterexamen i internationella relationer från University of Bristol. McClain är utbildad som helikopterpilot och har flygit blanda annat OH-58D Kiowa, C-12 Huron, UH-60 Blackhawk och UH-72 Lakota. Hon har tjänstgjort i Irakkriget.
Hon deltar i Expedition 58 / 59, Sojuz MS-11 på Internationella rymdstationen (ISS).